# Elaphoglossum asterolepis
Elaphoglossum asterolepis är en träjonväxtart som först beskrevs av Bak., och fick sitt nu gällande namn av Carl Frederik Albert Christensen. Elaphoglossum asterolepis ingår i släktet Elaphoglossum och familjen Dryopteridaceae. Inga underarter finns listade.